# Pteroscion peli
Pteroscion peli es una especie de pez de la familia Sciaenidae en el orden de los Perciformes.

## Morfología
• Los machos pueden llegar alcanzar los 32 cm de longitud total.

## Alimentación
Come peces, cefalópodos, gambas y anélidos.

## Depredadores
En Nigeria es depredado por Pseudotolithus senegalensis y Pseudotolithus typus .

## Hábitat
Es un pez de clima tropical (46°N-9°S, 19°W-15°E) y bentopelágico que vive entre 0-200 m de profundidad.

## Distribución geográfica
Se encuentra en el Océano Atlántico oriental: desde Senegal hasta Namibia.

## Observaciones
Es inofensivo para los humanos.